# Giovanna Ralli
Giovanna Ralli (Roma, 2 de enero de 1935) es una actriz italiana, ganadora del Nastro d'argento. 

## Biografía
Nacida en Roma, Ralli debutó como actriz infantil a los 7 años de edad; a los 13 años hizo su debut teatral, entrando en la compañía teatral de Peppino De Filippo.
Después de aparecer en Luces de variedades (1950) de Federico Fellini y Alberto Lattuada, Ralli tuvo sus primeros papeles mayores en el cine a mediados de los años cincuenta, a menudo en películas de comedia. En 1959 actuó en la película El general De La Rovere, dirigida por Roberto Rossellini, que ganó el León de Oro en el Festival de Cine de Venecia, mientras en 1960 su actuación en Fugitivos en la noche, de nuevo dirigida por Rossellini, fue galardonada con el Premio Golden Gate a la mejor actriz en el Festival de Cine de San Francisco.
Ralli más tarde ganó un premio Nastro d'argento como mejor actriz para La fuga (1964). A mediados de los sesenta comenzó una breve carrera en Hollywood, con la película de Blake Edwards ¿Qué hiciste en la guerra, papi?. En 1974 ganó su segundo Nastro d'argento, como mejor actriz de reparto, por Una mujer y tres hombres.
A partir de principios de los ochenta, Ralli centró sus actividades en el escenario. En 2003 fue nombrada Gran Oficial de la República Italiana.

## Filmografía seleccionada
- 1951: ¡Qué familia!
- 1953: La loba
- 1953: Amor en la ciudad
- 1954: Madame Du Barry
- 1955: Les hussards
- 1955: Las señoritas del 09
- 1955: Un héroe de nuestro tiempo
- 1955: Cuentos de Roma
- 1956: Il bigamo
- 1956: El amor llega en verano
- 1957: El abrigo de visón
- 1957: Las aeroguapas
- 1959: El enemigo de mi mujer
- 1959: Contrabando en Nápoles
- 1959: Costa Azzurra
- 1959: El general de la Rovere
- 1960: Fugitivos en la noche
- 1960: Los canallas
- 1961: Viva l'Italia!
- 1961: El sabor de la violencia
- 1962: Cita de sangre
- 1964: La fuga
- 1964: Liolà
- 1964: La vita agra
- 1964: Se permettete parliamo di donne (Con su permiso, hablemos de mujeres)
- 1966: ¿Qué hiciste en la guerra, papi?
- 1967: Carnaval de ladrones
- 1968: Angustia mortal
- 1968: Salario para matar
- 1970: Chica fácil al servicio del público
- 1970: Cañones para Córdoba
- 1971: Los fríos ojos del miedo
- 1974: Una mujer y tres hombres
- 1974: Corrupción de menores
- 1974: Para amar a Ofelia
- 1975: Los signos del zodíaco
- 1976: Cuarenta grados a la sombra de la sábana blanca
- 1980: Arrivano i bersaglieri
- 1994: Tutti gli anni una volta l'anno
- 2008: Il sangue dei vinti
- 2010: Inmaduros